# Кармалины
Кармалины (Карамалины, Корамолины,Коромолины) — русский дворянский род.
Разделился в конце XVI века на две ветви. Предок одной из них, Семён Поуков сын Кармалин, владевший поместьями (1597), за отличие в «московском осадном сиденьи» при Василии Шуйском был пожалован вотчиной (1616). Карамалин Дмитрий воевода в Муроме (1664-1665).
Николай Николаевич Кармалин (1824—1900) был эриванским военным губернатором, потом начальником Кубанской области и наказным атаманом Кубанского казачьего войска (1873—1882); позже — генерал от инфантерии (пехоты) и член Военного совета.
Его жена Любовь Ивановна Кармалина (рожд. Беленицына) — известная в своё время певица-любительница, автор интересных воспоминаний о М. И. Глинке, помещенных в «Русской старине», и других статей. В конце 1850-х Любви Беленицыной аплодировали такие города как Вена, Париж, Варшава, Рим, другие европейские города, которыми она гастролировала.
Другая отрасль Кармалиных происходит от Михаила Булгакова сына Кармалина, пожалованного поместьем (1629). Обе ветви внесены в VI часть родословной книги Рязанской губернии.